# Moritz Braun
Georg Moritz Braun (* 1842 oder 1843; † 22. April 1923 in Freiberg) war ein deutscher Politiker (Nationalliberale Partei) und Schneidermeister. Er war Stadtrat in Freiberg und Mitglied des sächsischen Landtages.

## Leben und Wirken
Braun war Schneidermeister von Beruf und wurde spätestens in den 1880er Jahren zum Mitglied des Stadtverordnetenkollegiums und später zum Stadtrat von Freiberg gewählt. Er gehörte seit 1863 als Kommandant, Branddirektor und späterer Ehrenkommandant der Freiberger Feuerwehr an und vermachte dieser die Moritz-Braun-Stiftung. Außerdem war er langjähriges und bewährtes Kirchenvorstandsmitglied von Nikolai in Freiberg.
Durchgehend von November 1899 bis 1918 vertrat er als Mitglied der Nationalliberalen Partei die Stadt Freiberg in der Zweiten Kammer des sächsischen Landtags.
Er starb als pensionierter Schneidermeister im 80. Lebensjahr im April 1923.

## Ehrungen
- Ehrenbürger der Stadt Freiberg im Erzgebirge